# 1990-es afrikai nemzetek kupája
1990-ben került megrendezésre a 17. afrikai nemzetek kupája. A házigazda Algéria volt, a viadalnak két város adott otthont. A végső győzelmet Algéria válogatottja szerezte meg, az együttes a döntőben Nigéria csapatát múlta felül 1-0 arányban.

## Helyszínek
| Város  | Stadion                  | Befogadóképesség |
| ------ | ------------------------ | ---------------- |
| Algír  | Július 5-e Stadion       |                  |
| Annába | 1956. május 19-e Stadion |                  |

## Selejtezők
Az Afrikai Labdarúgó-szövetség 33 tagja nevezett a kontinensviadalra, ezek közül hét csapat a selejtezők során visszalépett. Hat csapat kvalifikálta magát a kontinensviadalra. Selejtezők nélkül jutott ki a házigazda Algéria valamint a címvédő, Kamerun.

## Részt vevő csapatok
| - Algéria (házigazda) - Egyiptom - Elefántcsontpart - Kamerun (címvédő) | - Kenya - Nigéria - Szenegál - Zambia |  |

## Játékvezetők
| Afrika - Mohamed Hussam El-Din - Jean-Fidèle Diramba - Badou Jasseh - Laurent Petcha - Idrissa Traoré - Idrissa Saar - Cadressen Enagen - Abd el-Ali en-Násziri | Afrika (folyt.) - Badara Sène - Ali Hafidhi - Mawukpona Hounnake-Kouassi - Nezsi Zsujni Ázsia - Takada Sizuo - Dzsamál as-Saríf |

## Eredmények

### Csoportkör

#### A csoport
| Csapat           | M | Gy | D | V | Rg | Kg | Gk | P |
| ---------------- | - | -- | - | - | -- | -- | -- | - |
| Algéria          | 3 | 3  | 0 | 0 | 10 | 1  | +9 | 6 |
| Nigéria          | 3 | 2  | 0 | 1 | 3  | 5  | -2 | 4 |
| Elefántcsontpart | 3 | 1  | 0 | 2 | 3  | 5  | -2 | 2 |
| Egyiptom         | 3 | 0  | 0 | 3 | 1  | 6  | -5 | 0 |

| 1990. március 2. | Algéria | 5 – 1 | Nigéria | Július 5-e Stadion, Algír Nézőszám: 65 000 Játékvezető: Takada Sizuo (Japán) |
| 1990. március 2. | (1 – 0) |       |         | Július 5-e Stadion, Algír Nézőszám: 65 000 Játékvezető: Takada Sizuo (Japán) |

| 1990. március 2. | Elefántcsontpart | 3 – 1 | Egyiptom | Július 5-e Stadion, Algír Nézőszám: 700 Játékvezető: Ali Hafidhi (Tanzánia) |
| 1990. március 2. | (0 – 0)          |       |          | Július 5-e Stadion, Algír Nézőszám: 700 Játékvezető: Ali Hafidhi (Tanzánia) |

| 1990. március 5. | Algéria | 3 – 0 | Elefántcsontpart | Július 5-e Stadion, Algír Nézőszám: 75 000 Játékvezető: Idrissa Saar (Mauritánia) |
| 1990. március 5. | (1 – 0) |       |                  | Július 5-e Stadion, Algír Nézőszám: 75 000 Játékvezető: Idrissa Saar (Mauritánia) |

| 1990. március 5. | Nigéria | 1 – 0 | Egyiptom | Július 5-e Stadion, Algír Nézőszám: 45 000 Játékvezető: Laurent Petcha (Kamerun) |
| 1990. március 5. | (1 – 0) |       |          | Július 5-e Stadion, Algír Nézőszám: 45 000 Játékvezető: Laurent Petcha (Kamerun) |

| 1990. március 8. | Nigéria | 1 – 0 | Elefántcsontpart | Július 5-e Stadion, Algír Nézőszám: 80 000 Játékvezető: Abd el-Ali en-Násziri (Marokkó) |
| 1990. március 8. | (1 – 0) |       |                  | Július 5-e Stadion, Algír Nézőszám: 80 000 Játékvezető: Abd el-Ali en-Násziri (Marokkó) |

| 1990. március 8. | Algéria | 2 – 0 | Egyiptom | Július 5-e Stadion, Algír Nézőszám: 85 000 Játékvezető: Cadressen Enagen (Mauritius) |
| 1990. március 8. | (2 – 0) |       |          | Július 5-e Stadion, Algír Nézőszám: 85 000 Játékvezető: Cadressen Enagen (Mauritius) |

#### B csoport
| Csapat   | M | Gy | D | V | Rg | Kg | Gk | P |
| -------- | - | -- | - | - | -- | -- | -- | - |
| Zambia   | 3 | 2  | 1 | 0 | 2  | 0  | +2 | 5 |
| Szenegál | 3 | 1  | 2 | 0 | 2  | 0  | +2 | 4 |
| Kamerun  | 3 | 1  | 0 | 2 | 2  | 3  | -1 | 2 |
| Kenya    | 3 | 0  | 1 | 2 | 0  | 3  | -3 | 1 |

| 1990. március 3. | Zambia  | 1 – 0 | Kamerun | 1956. május 19-e Stadion, Annába Nézőszám: 8 000 Játékvezető: Nezsi Zsujni (Tunézia) |
| 1990. március 3. | (0 – 0) |       |         | 1956. május 19-e Stadion, Annába Nézőszám: 8 000 Játékvezető: Nezsi Zsujni (Tunézia) |

| 1990. március 3. | Kenya   | 0 – 0 | Szenegál | 1956. május 19-e Stadion, Annába Nézőszám: 8 000 Játékvezető: Idrissa Traoré (Mali) |
| 1990. március 3. | (0 – 0) |       |          | 1956. május 19-e Stadion, Annába Nézőszám: 8 000 Játékvezető: Idrissa Traoré (Mali) |

| 1990. március 6. | Zambia  | 1 – 0 | Kenya | 1956. május 19-e Stadion, Annába Nézőszám: 6 000 Játékvezető: Mawukpona Hounnake-Kouassi (Togo) |
| 1990. március 6. | (1 – 0) |       |       | 1956. május 19-e Stadion, Annába Nézőszám: 6 000 Játékvezető: Mawukpona Hounnake-Kouassi (Togo) |

| 1990. március 6. | Szenegál | 2 – 0 | Kamerun | 1956. május 19-e Stadion, Annába Nézőszám: 12 000 Játékvezető: Dzsamál as-Saríf (Szíria) |
| 1990. március 6. | (1 – 0)  |       |         | 1956. május 19-e Stadion, Annába Nézőszám: 12 000 Játékvezető: Dzsamál as-Saríf (Szíria) |

| 1990. március 9. | Szenegál | 0 – 0 | Zambia | 1956. május 19-e Stadion, Annába Nézőszám: 10 000 Játékvezető: Mohamed Hussam El-Din (Egyiptom) |
| 1990. március 9. | (0 – 0)  |       |        | 1956. május 19-e Stadion, Annába Nézőszám: 10 000 Játékvezető: Mohamed Hussam El-Din (Egyiptom) |

| 1990. március 9. | Kamerun | 2 – 0 | Kenya | 1956. május 19-e Stadion, Annába Nézőszám: 5 000 Játékvezető: Badou Jasseh (Gambia) |
| 1990. március 9. | (1 – 0) |       |       | 1956. május 19-e Stadion, Annába Nézőszám: 5 000 Játékvezető: Badou Jasseh (Gambia) |

### Egyenes kieséses szakasz
|  |                      |           |           |                     |   |         |         |       |
|  | Elődöntők            | Elődöntők | Elődöntők |                     |   | Döntő   | Döntő   | Döntő |
|  | Elődöntők            | Elődöntők | Elődöntők |                     |   | Döntő   | Döntő   | Döntő |
|  | március 12. – Algír  |           |           |                     |   |         |         |       |
|  |                      |           |           |                     |   |         |         |       |
|  | Algéria              | Algéria   | 2         |                     |   |         |         |       |
|  | Algéria              | Algéria   | 2         | március 16. – Algír |   |         |         |       |
|  | Szenegál             | Szenegál  | 1         |                     |   |         |         |       |
|  | Szenegál             | Szenegál  | 1         |                     |   | Algéria | Algéria | 1     |
|  | március 12. – Annaba |           |           |                     |   | Algéria | Algéria | 1     |
|  |                      |           | Nigéria   | Nigéria             | 0 |         |         |       |
|  | Nigéria              | Nigéria   | Nigéria   | Nigéria             | 0 | 2       |         |       |
|  | Nigéria              | Nigéria   |           |                     |   |         |         |       |
|  | Zambia               | Zambia    | 0         |                     |   |         |         |       |
|  | Zambia               | Zambia    | 0         | Bronzmérkőzés       |   |         |         |       |
|  |                      |           |           |                     |   |         |         |       |
|  | március 15. – Algír  |           |           |                     |   |         |         |       |
|  |                      |           |           |                     |   |         |         |       |
|  | Zambia               | Zambia    | 1         |                     |   |         |         |       |
|  | Zambia               | Zambia    | 1         |                     |   |         |         |       |
|  | Szenegál             | Szenegál  | 0         |                     |   |         |         |       |
|  | Szenegál             | Szenegál  | 0         |                     |   |         |         |       |

#### Elődöntők
| 1990. március 12. | Algéria | 2 – 1 | Szenegál | Július 5-e Stadion, Algír Nézőszám: 80 000 Játékvezető: Takada Sizuo (Japán) |
| 1990. március 12. | (1 – 1) |       |          | Július 5-e Stadion, Algír Nézőszám: 80 000 Játékvezető: Takada Sizuo (Japán) |

| 1990. március 12. | Nigéria | 2 – 0 | Zambia | 1956. május 19-e Stadion, Annába Nézőszám: 12 000 Játékvezető: Badara Sène (Szenegál) |
| 1990. március 12. | (1 – 0) |       |        | 1956. május 19-e Stadion, Annába Nézőszám: 12 000 Játékvezető: Badara Sène (Szenegál) |

#### 3. helyért
| 1990. március 15. | Zambia  | 1 – 0 | Szenegál | Július 5-e Stadion, Algír Nézőszám: 3 000 Játékvezető: Nezsi Zsujni (Tunézia) |
| 1990. március 15. | (0 – 0) |       |          | Július 5-e Stadion, Algír Nézőszám: 3 000 Játékvezető: Nezsi Zsujni (Tunézia) |

#### Döntő
| 1990. március 16. | Algéria | 1 – 0 | Nigéria | Július 5-e Stadion, Algír Nézőszám: 100 000 Játékvezető: Jean-Fidèle Diramba (Gabon) |
| 1990. március 16. | (1 – 0) |       |         | Július 5-e Stadion, Algír Nézőszám: 100 000 Játékvezető: Jean-Fidèle Diramba (Gabon) |

| 1990-es afrikai nemzetek kupája bajnoka: |
| ---------------------------------------- |
| ALGÉRIA 1. cím                           |

## Gólszerzők
| 4 gól - Dzsamál Menád 3 gól - Djamel Amani - Rashidi Yekini 2 gól - Rabáh Mádzser - Chérif Oudjani - Emmanuel Maboang - Abdoulaye Traoré - Webby Chikabala |

## A bajnokság válogatottja (All Star Team)
| Kapusok      | Védők                                                      | Középpályások                                                   | Csatárok                        |
| ------------ | ---------------------------------------------------------- | --------------------------------------------------------------- | ------------------------------- |
| Antar Osmani | Ali Benhalima André Kana-Biyick Samuel Chomba Arsène Hobou | Djamel Amani Rabáh Mádzser Taher Chérif El-Ouazani Moses Kpakor | Webster Chikabala Dzsamál Menád |

## Külső hivatkozások
- Részletek az RSSSF.com-on